# وسام البکری
وسام البکری (انگلیسی: Wissam El Bekri؛ زادهٔ ۱۶ ژوئن ۱۹۸۴) بازیکن فوتبال اهل تونس است.
از باشگاه‌هایی که در آن بازی کرده‌است می‌توان به باشگاه فوتبال اسپرانس تونس، باشگاه فوتبال دیژون، و باشگاه فوتبال حمام الانف اشاره کرد.
وی همچنین در تیم ملی فوتبال تونس بازی کرده‌است.